# Katedra w Lille
Katedra w Lille lub Bazylika Notre Dame de la Treille (fra: Basilique-Cathédrale Notre-Dame-de-la-Treille de Lille) - rzymskokatolicka katedra i bazylika, a także krajowy pomnik Francji, położony w mieście Lille. 
Była to siedziba biskupa Lille od utworzenia diecezji w 1913 r., mimo że budowa kościoła Notre-Dame de la Treille rozpoczęła w 1854. Kościół bierze swoją nazwę od XII wiecznego posągu Matki Boskiej.